# Dioctria bigoti
Dioctria bigoti là một loài ruồi trong họ Asilidae. Dioctria bigoti được Costa miêu tả năm 1884. Loài này phân bố ở vùng Cổ Bắc giới.